# Unión Nacional de Estudiantes Católicos
La Unión Nacional de Estudiantes Católicos fue una entidad confesional de acción social fundada por Ramón Martínez Silva en 1931 luego de los acuerdos de la Guerra Cristera, y cuyos miembros se insertaron en distintas esferas políticas durante la época del gobierno de Lázaro Cárdenas en México

## Objetivo
El objetivo fundamental de la UNEC era la conglomeración de estudiantes universitarios en orden a la trasmisión de conocimientos de apologética y otras herramientas doctrinales de las que Ramón Martínez Silva les proveía.
Junto con los grupos Labor, Bios y Lex, fueron de las principales entidades respaldadas por los jesuitas luego de la persecución religiosa en México, para fomentar la acción social de los creyentes, en contraste y cierta rivalidad con los estudiantes de la ACJM.
La Unec durante 13 años trabajó por sus objetivos y sus miembros fueron incorporados posteriormente a otras organizaciones católicas con intención cultural y política.